# Biskopstuna

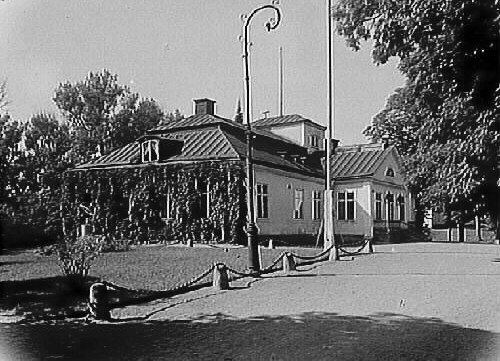
Biskopstuna gård 1935.

Biskopstuna är det nuvarande namnet på en herrgård i Österåkers kommun vid en vik av Trälhavet. Namnet Biskopstuna avser också den näraliggande borgen, som tidigare benämndes Tunaborgen. Biskopstuna borgruin är en medeltida borgruin i Österskär. Borgen kan ha uppförts redan under 1200-talets slut av ärkebiskopen i Uppsala som då ägde gården Tuna. 

## Historik
Egendomen tillhörde från 1300-talet ärkebiskoparna i Uppsala och drogs vid reformationen in till kronan. Från Johan III:s tid var Biskopstuna förlänat bland annat till Peder Gustafsson Banér, död 1644, och dennes son Gustaf, död 1689. De lät uppföra stenhusbyggnader på Biskopstuna. Egendomen reducerades 1683 och bortbyttes till kungliga rådet Herman Fleming. Från 1700-talets mitt innehades det länge av ätten Sack. Sedan 1977 ägs Biskopstuna av Bosse Parnevik och 1978-1979 sändes härifrån Party hos Parnevik.